# Cheirolophus uliginosus
Cheirolophus uliginosus là một loài thực vật có hoa trong họ Cúc. Loài này được (Brot.) Dostál mô tả khoa học đầu tiên năm 1976.